# Aphytis yasumatsui
Aphytis yasumatsui is een vliesvleugelig insect uit de familie Aphelinidae. De wetenschappelijke naam is voor het eerst geldig gepubliceerd in 1963 door Azim.